# Maria Candal
Maria Candal (Vila Nova de Gaia, Candal, 7 de dezembro de 1934) é uma cantora e actriz portuguesa.

## Biografia
Maria Candal gravou discos, participou em diversas peças de teatro e programas de televisão.
Estreou-se no teatro em 1954, na revista Viva o Homem!, ao lado de Mirita Casimiro. Participou em diversas peças de teatro, como: Espero-te à Saída, no Teatro ABC, O Porto Veio a Lisboa, no Teatro Variedades, O Pecado Mora ao Lado, no Teatro Avenida, Paris Hotel, no Teatro Monumental.
Estreia-se na rádio como cantora, ainda em 1954, na Emissora Nacional. 
Em 1957 estreia-se na televisão, no programa A Loja da Esquina, da RTP. Participa também em programas como Café Concerto, Fados, Feira, Melodias de Sempre, entre outros. Participa na peça de teleteatro A Menina Feia (1965), ao lado de Laura Alves.

## Televisão
- A Loja da Esquina
- Café Concerto
- Fados
- Melodias de Sempre
- A Menina Feia (como atriz)[6]

...

## Teatro
- 1954 - Viva o Homem! - Teatro Avenida[7][8]
- 1955 - De Bota Abaixo - Teatro Apolo[9]
- 1960 - Espero-te à Saída - Teatro ABC[10]
- 1963 - O Porto Veio a Lisboa - Teatro Variedades[11]
- 1964 - Badaró 9 e 1/2 - Teatro Avenida[12]
- 1964 - O Pecado Mora ao Lado - Teatro Avenida[13]
- 1965 - Paris Hotel - Teatro Monumental[14]

...